# Gyula Zombori
Gyula Zombori (né en 1903 à Szenta et mort le 8 mai 1946) est un lutteur hongrois, pratiquant la lutte gréco-romaine et la lutte libre.
Il dispute les eux olympiques d'été de 1932 à Los Angeles en lutte libre et en lutte gréco-romaine (catégorie poids mi-moyens), sans obtenir de médaille
Il remporte aux Championnats d'Europe une médaille d'argent en lutte gréco-romaine en catégorie des moins de 72 kg en 1930 et une médaille d'argent en lutte libre en catégorie des moins de 72 kg en 1931.
Il est le frère du lutteur Ödön Zombori.